# Baeda Maryam I
Baeda Maryam I, död 1478, var kejsare av Etiopien mellan 1468 och 1478.